# Morti nel 2006/Gennaio
| Questa pagina contiene informazioni ricavate automaticamente dalle voci biografiche con l'ausilio del template Bio e di un bot. L'aggiornamento è periodico e automatico e ricostruisce completamente la pagina. Se manca una persona in questa lista, sei pregato di non aggiungerla, ma accertati piuttosto che la sua voce biografica contenga il template Bio e che i dati anagrafici siano correttamente compilati. Se il template Bio manca, inseriscilo tu stesso o, in alternativa, metti l'avviso {{tmp\|Bio}} che ne segnala la mancanza. Se i dati riportati sono sbagliati, correggi direttamente la voce biografica; le modifiche saranno visibili in questa lista entro pochi giorni. Per chiarimenti vedi il progetto biografie. La lista contiene solo le 139 persone che sono citate nell'enciclopedia e per le quali è stato implementato correttamente il template Bio. Pagina aggiornata al 2 ago 2025. |

- 1º gennaio - Angelo Vicardi, ginnasta italiano (n. 1936)
- 2 gennaio - Lucienne Camille, attrice e attrice pornografica britannica (n. 1940)
- 2 gennaio - Osa Massen, attrice danese (n. 1915)
- 2 gennaio - Nino Sospiri, politico italiano (n. 1948)
- 2 gennaio - Lidia Wysocka, attrice teatrale, attrice cinematografica e regista teatrale polacca (n. 1916)
- 3 gennaio - Shiro Azuma, militare, criminale di guerra e attivista giapponese (n. 1912)
- 3 gennaio - Giuseppe Busso, progettista italiano (n. 1913)
- 3 gennaio - Urbano Lazzaro, partigiano italiano (n. 1924)
- 3 gennaio - Henk de Looper, hockeista su prato olandese (n. 1912)
- 4 gennaio - Fausto Coen, giornalista e saggista italiano (n. 1914)
- 4 gennaio - Alberto Imperiali, partigiano italiano (n. 1923)
- 4 gennaio - Petronella van Vliet, nuotatrice olandese (n. 1926)
- 4 gennaio - Maktum bin Rashid Al Maktum, politico emiratino (n. 1943)
- 5 gennaio - Oscar Di Prata, pittore italiano (n. 1910)
- 5 gennaio - Ermes Farina, partigiano e ingegnere italiano (n. 1920)
- 5 gennaio - Luigi Ferraro, ufficiale italiano (n. 1914)
- 5 gennaio - Keizō Miura, sciatore alpino e alpinista giapponese (n. 1904)
- 6 gennaio - Anna Cherchi Ferrari, partigiana italiana (n. 1924)
- 6 gennaio - Sigisbert Kraft, vescovo vetero-cattolico tedesco (n. 1927)
- 6 gennaio - Joseph Milik, presbitero e archeologo polacco (n. 1922)
- 6 gennaio - Lou Rawls, cantante, attore e doppiatore statunitense (n. 1933)
- 6 gennaio - Hugh Thompson Jr., militare statunitense (n. 1943)
- 6 gennaio - Kuo Chu Wu, coreografo e regista teatrale taiwanese (n. 1970)
- 6 gennaio - Pietro Zoppi, politico italiano (n. 1926)
- 7 gennaio - Ugo Casiraghi, critico cinematografico e storico del cinema italiano (n. 1921)
- 7 gennaio - Heinrich Harrer, alpinista, esploratore e sciatore austriaco (n. 1912)
- 7 gennaio - Alf McMichael, calciatore nordirlandese (n. 1927)
- 7 gennaio - Juan G. Sanguin, astronomo argentino (n. 1933)
- 7 gennaio - Gábor Zavadszky, calciatore ungherese (n. 1974)
- 8 gennaio - Richard Aquilina, calciatore maltese (n. 1953)
- 8 gennaio - Elson Becerra, calciatore colombiano (n. 1978)
- 8 gennaio - Yves Gras, generale e storico francese (n. 1921)
- 8 gennaio - Giorgio Guglielmo di Hannover, principe e diplomatico tedesco (n. 1915)
- 8 gennaio - Mimmo Rotella, artista italiano (n. 1918)
- 8 gennaio - Jim Spruill, giocatore di football americano, allenatore di football americano e cestista statunitense (n. 1923)
- 9 gennaio - Elliot Forbes, musicologo e direttore d'orchestra statunitense (n. 1917)
- 10 gennaio - Dave Brown, giocatore di football americano statunitense (n. 1953)
- 10 gennaio - Mae Giraci, attrice statunitense (n. 1910)
- 10 gennaio - Imrich Stacho, calciatore cecoslovacco (n. 1931)
- 11 gennaio - Mark Spoon, disc jockey tedesco (n. 1966)
- 11 gennaio - Alfio Mandich, calciatore italiano (n. 1928)
- 11 gennaio - Eric Namesnik, nuotatore statunitense (n. 1970)
- 12 gennaio - Faisal bin Hamad Al Khalifa, nobile bahreinita (n. 1991)
- 12 gennaio - Udo Thomer, attore tedesco (n. 1945)
- 13 gennaio - Raúl Anguiano, pittore messicano (n. 1915)
- 13 gennaio - Božidar Božilov, poeta, pubblicista e traduttore bulgaro (n. 1923)
- 13 gennaio - Justine Johnston, attrice e cantante statunitense (n. 1921)
- 13 gennaio - Peter Rösch, calciatore svizzero (n. 1930)
- 14 gennaio - Miro Allione, economista, dirigente d'azienda e saggista italiano (n. 1932)
- 14 gennaio - Mino Blunda, giornalista e commediografo italiano (n. 1926)
- 14 gennaio - Lidio Bozzini, giornalista, editore e partigiano italiano (n. 1922)
- 14 gennaio - Henri Colpi, regista e montatore francese (n. 1921)
- 14 gennaio - Mauro Dragoni, politico italiano (n. 1951)
- 14 gennaio - Lisa Gelius, giavellottista, ostacolista e velocista tedesca (n. 1909)
- 14 gennaio - Raul Merzario, storico italiano (n. 1946)
- 14 gennaio - Heinrich Severloh, militare tedesco (n. 1923)
- 14 gennaio - Giorgio Spini, storico italiano (n. 1916)
- 14 gennaio - Bob Weinstock, produttore discografico statunitense (n. 1928)
- 14 gennaio - Shelley Winters, attrice statunitense (n. 1920)
- 15 gennaio - Jabir III al-Ahmad al-Jabir Al Sabah, emiro kuwaitiano (n. 1926)
- 15 gennaio - Ermenegildo Andrian, calciatore e allenatore di calcio italiano (n. 1920)
- 15 gennaio - Philip Grierson, numismatico e storico britannico (n. 1910)
- 15 gennaio - George Worth, schermidore statunitense (n. 1915)
- 16 gennaio - Paolo Bagni, filosofo italiano (n. 1943)
- 17 gennaio - Pierre Gaudibert, critico d'arte e scrittore francese (n. 1928)
- 18 gennaio - Luciano Fineschi, musicista, compositore e arrangiatore italiano (n. 1925)
- 18 gennaio - Carla Lavatelli, scultrice italiana (n. 1921)
- 18 gennaio - Anton Rupert, imprenditore sudafricano (n. 1916)
- 18 gennaio - Stjepan Steiner, cardiologo e militare croato (n. 1915)
- 18 gennaio - Jan Twardowski, poeta e presbitero polacco (n. 1915)
- 18 gennaio - Östen Warnerbring, cantante svedese (n. 1934)
- 19 gennaio - Anthony Franciosa, attore statunitense (n. 1928)
- 19 gennaio - Nadia Gallico Spano, politica italiana (n. 1916)
- 19 gennaio - Wilson Pickett, cantautore statunitense (n. 1941)
- 19 gennaio - Mladen Romić, calciatore croato (n. 1962)
- 19 gennaio - Franz Seitz Jr., produttore cinematografico, sceneggiatore e regista tedesco (n. 1921)
- 19 gennaio - Pio Taofinu'u, cardinale e arcivescovo cattolico samoano (n. 1923)
- 19 gennaio - Aldona Vailokaitytė, cestista lituana (n. 1920)
- 19 gennaio - Ray Wertis, cestista statunitense (n. 1923)
- 20 gennaio - Giovanni Barberis, calciatore italiano (n. 1915)
- 20 gennaio - Pietro Catelli, imprenditore italiano (n. 1920)
- 20 gennaio - Dave Lepard, cantante e chitarrista svedese (n. 1980)
- 20 gennaio - Antonio Santucci, filosofo italiano (n. 1926)
- 21 gennaio - Larry Comley, cestista statunitense (n. 1939)
- 21 gennaio - Jean-Marie Goasmat, ciclista su strada francese (n. 1913)
- 21 gennaio - Ivos Margoni, francesista e traduttore italiano (n. 1929)
- 21 gennaio - Ibrahim Rugova, politico e scrittore kosovaro (n. 1944)
- 21 gennaio - Giorgio Tecce, biologo e dirigente pubblico italiano (n. 1923)
- 22 gennaio - Gerhard Funke, filosofo tedesco (n. 1914)
- 22 gennaio - Adalberto Orsatti, matematico italiano (n. 1937)
- 22 gennaio - Rick van der Linden, compositore e tastierista olandese (n. 1946)
- 23 gennaio - Amedeo Giacomini, scrittore e poeta italiano (n. 1939)
- 23 gennaio - Savino Guglielmetti, ginnasta italiano (n. 1911)
- 23 gennaio - Joseph M. Newman, regista statunitense (n. 1909)
- 23 gennaio - Dion Ørnvold, calciatore danese (n. 1921)
- 23 gennaio - Virginia Smith, politica statunitense (n. 1911)
- 24 gennaio - Michèle Desbordes, scrittrice francese (n. 1940)
- 24 gennaio - Schafik Hándal, rivoluzionario e politico salvadoregno (n. 1930)
- 24 gennaio - Nicholas Brothers, ballerino statunitense (n. 1914)
- 24 gennaio - Fayard Nicholas, coreografo, ballerino e attore statunitense (n. 1914)
- 24 gennaio - Chris Penn, attore statunitense (n. 1965)
- 24 gennaio - Nicholas John Shackleton, geologo e climatologo britannico (n. 1937)
- 24 gennaio - Luciano Visintini, calciatore italiano (n. 1947)
- 25 gennaio - Angel Cenov, calciatore bulgaro (n. 1947)
- 25 gennaio - Luther Green, cestista statunitense (n. 1946)
- 25 gennaio - Moss Mabry, costumista statunitense (n. 1918)
- 25 gennaio - Anna Malle, attrice pornografica e regista statunitense (n. 1967)
- 25 gennaio - Herbert Schilder, odontoiatra statunitense (n. 1928)
- 25 gennaio - Borislav Ćorković, cestista e allenatore di pallacanestro jugoslavo (n. 1933)
- 26 gennaio - Len Carlson, doppiatore canadese (n. 1936)
- 26 gennaio - Jean-Christophe Lafaille, alpinista francese (n. 1965)
- 26 gennaio - Basso Sciarretta, artista, scultore e pittore italiano (n. 1921)
- 26 gennaio - Baselios Mar Thoma Mathews II, vescovo cristiano orientale indiano (n. 1915)
- 27 gennaio - Carol Lambrino, rumeno (n. 1920)
- 27 gennaio - Phyllis King, tennista britannica (n. 1905)
- 27 gennaio - Maurice Lever, storico francese (n. 1935)
- 27 gennaio - Roberto Negri, pianista, arrangiatore e compositore italiano (n. 1940)
- 27 gennaio - Johannes Rau, politico tedesco (n. 1931)
- 28 gennaio - Jockel Finck, fotografo e fotoreporter tedesco (n. 1962)
- 28 gennaio - Yitzhak Kaduri, rabbino e mistico israeliano
- 28 gennaio - Henry McGee, attore, comico e personaggio televisivo britannico (n. 1928)
- 28 gennaio - Sauli Rytky, fondista finlandese (n. 1918)
- 29 gennaio - Nam June Paik, artista statunitense (n. 1932)
- 29 gennaio - Rosario Lanza, politico italiano (n. 1912)
- 29 gennaio - Lau Mulder, hockeista su prato olandese (n. 1927)
- 29 gennaio - Enzo Sciacca, storico italiano (n. 1934)
- 30 gennaio - Dagoberto Azzari, generale italiano (n. 1911)
- 30 gennaio - Paul Clinton, critico cinematografico statunitense (n. 1953)
- 30 gennaio - Donato Fezzuoglio, militare italiano (n. 1976)
- 30 gennaio - Giuseppe Longato, imprenditore e dirigente sportivo italiano (n. 1922)
- 30 gennaio - Giuseppe Marchetto, calciatore italiano (n. 1931)
- 30 gennaio - Arnaldo Novelletto, psicoanalista italiano (n. 1931)
- 30 gennaio - Gerhard Schaller, calciatore tedesco orientale (n. 1929)
- 30 gennaio - Coretta Scott King, attivista statunitense (n. 1927)
- 30 gennaio - Wendy Wasserstein, drammaturga e sceneggiatrice statunitense (n. 1950)
- 31 gennaio - Bernhard Johansen, calciatore norvegese (n. 1929)
- 31 gennaio - Ede Komáromi, cestista e allenatore di pallacanestro ungherese (n. 1928)
- 31 gennaio - Paul Regina, attore statunitense (n. 1956)
- 31 gennaio - Moira Shearer, attrice e ballerina scozzese (n. 1926)